# Ett farligt frieri
Ett farligt frieri är en svensk komedifilm från 1919 i regi av Rune Carlsten. 

## Om filmen
Filmen premiärvisades 26 december 1919 i Göteborg och Stockholm. Den spelades in vid AB Skandias ateljéer i Stocksund med exteriörer från trakterna kring Hardangerfjorden i Norge av Raoul Reynols och Carl Gustaf Florin. Som förlaga har man Bjørnstjerne Bjørnsons novell Et farligt frieri som utgavs 1856. Filmen var Rune Carlstens regidebut.

## Rollista
- Lars Hanson – Tore Næsset, torparpojke
- Gull Cronvall – Aslaug
- Theodor Blick – Knut Husaby, Aslaugs far
- Hjalmar Peters – Thormund, storbonde
- Kurt Welin – Ola Thormundson
- Hugo Tranberg – Sigurd Husaby
- Gösta Cederlund – Eyvind Husaby
- Hilda Castegren – Tores mor
- Uno Henning – friare
- Torsten Bergström – speleman